# Little Big Town
Little Big Town — американская кантри-группа. Основана в 1998 году в городе Хомвуд (штат Алабама, США). С момента основания группа состоит из четырёх членов: Карен Файрчилд, Кимберли Роадс Шлапман, Филлипа Свита и Джими Вестбрука.

## История
В середине 1990-х годов, Карен Файрчилд (Karen Fairchild) пела в составе христианской вокальной группы «Truth» и была в качестве ведущей вокалистки указана на нескольких их песнях. Она также сформировала дуэт «KarenLeigh» вместе с Leigh Cappillino (из группы «Point of Grace»). KarenLeigh записали синглы «Save it For a Rainy Day» и «This Love Has». В 1987 году, во время обучения в Samford University (Алабама, она встретила Кимберли Роадс (Kimberly Roads). В итоге, они поехали в Нашвилл, где стали петь вместе. Джими Вестбрук (Jimi Westbrook), будучи другом мужа Карен Файрчилд, присоединился к Роадс и Файрчилд в 1998 году. Затем к ним присоединился Филлип Свит (Phillip Sweet).
Карен Файрчилд и Джими Вестбрук поженились 31 мая 2006
Кимберли Роадс вышла замуж за Стефена Шлапмана (Stephen Schlapman) 28 ноября 2006. ранее Кимберли была замужем за Стивеном Роадсом (Steven Roads), который умер от инфаркта в 2005 году и был юристом группы.
Филлип Свит женился на Ребекке Артур (Rebecca Arthur) 30 марта 2007.

## Дискография

### Студийные альбомы

#### 2000-е
| Название                       | Детали                                                                                    | Высшая позиция в чарте | Высшая позиция в чарте | Высшая позиция в чарте | Высшая позиция в чарте | Сертификация     |
| Название                       | Детали                                                                                    | US Country             | US                     | US Indie               | US Heat                | Сертификация     |
| ------------------------------ | ----------------------------------------------------------------------------------------- | ---------------------- | ---------------------- | ---------------------- | ---------------------- | ---------------- |
| Little Big Town                | - Дата релиза: 21 мая 2002 - Лейбл: Monument Nashville - Форматы: CD                      | 40                     | —                      | —                      | 43                     |                  |
| The Road to Here               | - Дата релиза: 4 октября 2005 - Лейбл: Equity Music Group - Форматы: CD, digital download | 12                     | 51                     | 1                      | —                      | - RIAA: Platinum |
| A Place to Land                | - Дата релиза: 6 ноября 2007 - Лейбл: Equity Music Group - Форматы: CD, digital download  | 10                     | 24                     | 3                      | —                      |                  |
| «—» означает неучастие в чарте |                                                                                           |                        |                        |                        |                        |                  |

#### 2010-е
| Название                       | Детали                                                                                     | Высшая позиция в чарте | Высшая позиция в чарте | Высшая позиция в чарте | Высшая позиция в чарте | Сертификация                | Sales           |
| Название                       | Детали                                                                                     | US Country             | US                     | CAN                    | UK Country             | Сертификация                | Sales           |
| ------------------------------ | ------------------------------------------------------------------------------------------ | ---------------------- | ---------------------- | ---------------------- | ---------------------- | --------------------------- | --------------- |
| The Reason Why                 | - Дата релиза: 24 августа 2010 - Лейбл: Capitol Nashville - Форматы: CD, digital download  | 1                      | 5                      | —                      |                        |                             | - US: 150,298   |
| Tornado                        | - Дата релиза: 11 сентября 2012 - Лейбл: Capitol Nashville - Форматы: CD, digital download | 1                      | 2                      | 16                     |                        | - MC: Gold - RIAA: Platinum | - US: 1,025,000 |
| Pain Killer                    | - Release date: 21 октября 2014 - Лейбл: Capitol Nashville - Форматы: CD, digital download | 3                      | 7                      | —                      | 2                      |                             | - US: 362,800   |
| «—» означает неучастие в чарте |                                                                                            |                        |                        |                        |                        |                             |                 |

- Wanderlust (2016)
- The Breaker (2017)
- Nightfall (2020)

### Синглы

#### 2000-е
| Год                       | Сингл                 | Высшая позиция     | Высшая позиция | Сертификация     | Альбом           |
| Год                       | Сингл                 | US Country Airplay | US             | Сертификация     | Альбом           |
| ------------------------- | --------------------- | ------------------ | -------------- | ---------------- | ---------------- |
| 2002                      | «Don’t Waste My Time» | 33                 | —              |                  | Little Big Town  |
| 2002                      | «Everything Changes»  | 42                 | —              |                  | Little Big Town  |
| 2005                      | «Boondocks»           | 9                  | 46             | - RIAA: Platinum | The Road to Here |
| 2006                      | «Bring It On Home»    | 4                  | 58             |                  | The Road to Here |
| 2006                      | «Good as Gone»        | 18                 | —              |                  | The Road to Here |
| 2007                      | «A Little More You»   | 20                 | 101            |                  | The Road to Here |
| 2007                      | «I’m with the Band»   | 32                 | —              |                  | A Place to Land  |
| 2008                      | «Fine Line»           | 31                 | —              |                  | A Place to Land  |
| 2008                      | «Good Lord Willing»   | 43                 | —              |                  | A Place to Land  |
| «—» релиз не попал в чарт |                       |                    |                |                  |                  |

#### 2010-е
| Год                       | Сингл                  | Высшая позиция | Высшая позиция     | Высшая позиция | Высшая позиция | Высшая позиция | Высшая позиция | Высшая позиция | Сертификация                       | Альбом         |
| Год                       | Сингл                  | US Hot Country | US Country Airplay | US             | US AC          | US Adult       | CAN Country    | CAN            | Сертификация                       | Альбом         |
| ------------------------- | ---------------------- | -------------- | ------------------ | -------------- | -------------- | -------------- | -------------- | -------------- | ---------------------------------- | -------------- |
| 2010                      | «Little White Church»  | —              | 6                  | 59             | —              | —              | —              | —              | - RIAA: Gold                       | The Reason Why |
| 2010                      | «Kiss Goodbye»         | —              | 42                 | —              | —              | —              | —              | —              |                                    | The Reason Why |
| 2011                      | «The Reason Why»       | —              | 42                 | —              | —              | —              | —              | —              |                                    | The Reason Why |
| 2012                      | «Pontoon»              | 1              | 1                  | 22             | —              | —              | —              | 39             | - MC: Platinum - RIAA: 2× Platinum | Tornado        |
| 2012                      | «Tornado»              | 6              | 2                  | 51             | —              | —              | 4              | 60             | - MC: Gold - RIAA: Gold            | Tornado        |
| 2013                      | «Your Side of the Bed» | 29             | 27                 | 96             | —              | —              | —              | —              |                                    | Tornado        |
| 2013                      | «Sober»                | 27             | 31                 | 102            | —              | —              | 35             | —              |                                    | Tornado        |
| 2014                      | «Day Drinking»         | 4              | 2                  | 40             | —              | —              | 1              | 50             | - RIAA: Gold                       | Pain Killer    |
| 2014                      | «Girl Crush»           | 1              | 3                  | 18             | 29             | 23             | 11             | 29             | - RIAA: Platinum                   | Pain Killer    |
| 2015                      | «Pain Killer»          | —              | 45                 | —              | —              | —              | 35             | —              |                                    | Pain Killer    |
| «—» релиз не попал в чарт |                        |                |                    |                |                |                |                |                |                                    |                |

## Награды и номинации

### Academy of Country Music Awards(ACM)
| Год  | Номинированная работа                                   | Категория                                             | Результат |
| ---- | ------------------------------------------------------- | ----------------------------------------------------- | --------- |
| 2006 | Themselves                                              | Top New Vocal Duo/Group                               | Номинация |
| 2006 | Themselves                                              | Top Vocal Group                                       | Номинация |
| 2007 | Themselves                                              | Top New Vocal Duo/Group                               | Победа    |
| 2007 | Themselves                                              | Top Vocal Group                                       | Номинация |
| 2008 | Themselves                                              | Top Vocal Group                                       | Номинация |
| 2009 | «Life in a Northern Town»(with Sugarland and Jake Owen) | Vocal Event of the Year                               | Номинация |
| 2009 | Themselves                                              | Top Vocal Group                                       | Номинация |
| 2010 | Themselves                                              | Top Vocal Group                                       | Номинация |
| 2011 | Themselves                                              | Top Vocal Group                                       | Номинация |
| 2013 | «Pontoon»                                               | Single of the Year                                    | Номинация |
| 2013 | Tornado                                                 | Album of the Year                                     | Номинация |
| 2013 | «Tornado»                                               | Music Video of the Year                               | Победа    |
| 2013 | Themselves                                              | Vocal Group of the Year                               | Победа    |
| 2014 | Themselves                                              | Vocal Group of the Year                               | Номинация |
| 2015 | Themselves                                              | Vocal Group of the Year                               | Победа    |
| 2015 | Pain Killer                                             | Album of the Year                                     | Номинация |
| 2016 | Themselves                                              | Vocal Group of the Year                               | Ожидается |
| 2016 | «Girl Crush»                                            | Single Record of the Year                             | Ожидается |
| 2016 | «Girl Crush»                                            | Video of the Year                                     | Ожидается |
| 2016 | Smokin' And Drinkin'                                    | Vocal Event of the Year (shared with Miranda Lambert) | Ожидается |

### American Country Awards(ACA)
| Год  | Номинированная работа | Категория                                        | Результат |
| ---- | --------------------- | ------------------------------------------------ | --------- |
| 2010 | «Little White Church» | Music Video: Duo or Group                        | Номинация |
| 2010 | «Little White Church» | Single of the Year: Duo or Group                 | Номинация |
| 2012 | «Pontoon»             | Music Video of the Year: Group or Collaboration  | Победа    |
| 2013 | «Tornado»             | Music Video of the Year: Group or Collaboration  | Номинация |
| 2013 | «Tornado»             | Single of the Year: Duo or Group                 | Номинация |
| 2013 | «Tornado»             | Great American Country — Music Video of the Year | Номинация |
| 2013 | Themselves            | Artist of the Year: Duo or Group                 | Номинация |

### American Music Awards(AMA)
| Год  | Номинированная работа | Категория                       | Результат |
| ---- | --------------------- | ------------------------------- | --------- |
| 2015 | Themselves            | Favorite Duo or Group — Country | Победа    |

### Country Music Association Awards(CMA)
| Год                                                       | Номинированная работа                         | Категория                    | Результат |
| --------------------------------------------------------- | --------------------------------------------- | ---------------------------- | --------- |
| 2006                                                      | Themselves                                    | Horizon Award                | Номинация |
| 2006                                                      | Themselves                                    | Vocal Group of the Year      | Номинация |
| 2007                                                      | Themselves                                    | Horizon Award                | Номинация |
| 2007                                                      | Themselves                                    | Vocal Group of the Year      | Номинация |
| 2008                                                      |                                               | Vocal Group of the Year      |           |
| «Life in a Northern Town»(вместе с Sugarland и Jake Owen) | Musical Event of the Year                     | Номинация                    |           |
| 2009                                                      | Themselves                                    | Vocal Group of the Year      | Номинация |
| 2010                                                      | Themselves                                    | Vocal Group of the Year      | Номинация |
| 2011                                                      | Themselves                                    | Vocal Group of the Year      | Номинация |
| 2012                                                      | Themselves                                    | Vocal Group of the Year      | Победа    |
| 2012                                                      | «Pontoon»                                     | Single of the Year           | Победа    |
| 2012                                                      | «Pontoon»                                     | Music Video of the Year      | Номинация |
| 2013                                                      | «Pontoon»                                     | Song of the Year (performer) | Номинация |
| 2013                                                      | Tornado                                       | Album of the Year            | Номинация |
| 2013                                                      | «Tornado»                                     | Music Video of the Year      | Номинация |
| 2013                                                      | Themselves                                    | Vocal Group of the Year      | Победа    |
| 2014                                                      | Themselves                                    | Vocal Group of the Year      | Победа    |
| 2015                                                      | Themselves                                    | Vocal Group of the Year      | Победа    |
| 2015                                                      | «Girl Crush»                                  | Single of the Year           | Победа    |
| 2015                                                      | «Girl Crush»                                  | Song of the Year (performer) | Победа    |
| 2015                                                      | «Girl Crush»                                  | Music Video of the Year      | Номинация |
| 2015                                                      | Pain Killer                                   | Album of the Year            | Номинация |
| 2015                                                      | «Smokin' and Drinkin'» (with Miranda Lambert) | Musical Event of the Year    | Номинация |

### CMT Music Awards
| Год  | Номинированная работа                                   | Категория                       | Результат |
| ---- | ------------------------------------------------------- | ------------------------------- | --------- |
| 2006 | «Boondocks»                                             | Duo/Group Video of the Year     | Номинация |
| 2007 | «Good as Gone»                                          | Group Video of the Year         | Номинация |
| 2009 | «Life in a Northern Town»(with Sugarland and Jake Owen) | Collaborative Video of the Year | Номинация |
| 2009 | «Life in a Northern Town»(with Sugarland and Jake Owen) | CMT Performance of the Year     | Номинация |
| 2011 | «Little White Church»                                   | Group Video of the Year         | Номинация |
| 2012 | «Fix You»                                               | CMT Performance of the Year     | Номинация |
| 2013 | «Pontoon»                                               | Group Video of the Year         | Номинация |
| 2013 | «Tornado»                                               | Video of the Year               | Номинация |
| 2014 | «Your Side of the Bed»                                  | Group Video of the Year         | Номинация |
| 2015 | «Day Drinking»                                          | Group Video of the Year         | Номинация |

### Daytime Emmy Awards
| Год  | Номинированная работа | Категория                 | Результат |
| ---- | --------------------- | ------------------------- | --------- |
| 2013 | «Good Afternoon»      | Outstanding Original Song | Победа    |

### Grammy Awards
| Год  | Номинированная работа                                     | Категория                                                      | Результат |
| ---- | --------------------------------------------------------- | -------------------------------------------------------------- | --------- |
| 2007 | The Road to Here                                          | Премия «Грэмми» за лучший кантри-альбом                        | Номинация |
| 2007 | «Boondocks»                                               | Премия «Грэмми» за лучшее кантри-исполнение дуэтом или группой | Номинация |
| 2009 | «Life in a Northern Town»(вместе с Sugarland и Jake Owen) | Премия «Грэмми» за лучшее кантри-исполнение дуэтом или группой | Номинация |
| 2011 | «Little White Church»                                     | Премия «Грэмми» за лучшее кантри-исполнение дуэтом или группой | Номинация |
| 2013 | «Pontoon»                                                 | Премия «Грэмми» за лучшее кантри-исполнение дуэтом или группой | Победа    |
| 2014 | «Your Side Of The Bed»                                    | Премия «Грэмми» за лучшее кантри-исполнение дуэтом или группой | Номинация |
| 2015 | «Day Drinking»                                            | Премия «Грэмми» за лучшее кантри-исполнение дуэтом или группой | Номинация |
| 2016 | Girl Crush                                                | Премия «Грэмми» за лучшее кантри-исполнение дуэтом или группой | Победа    |
| 2016 | Pain Killer                                               | Премия «Грэмми» за лучший кантри-альбом                        | Номинация |

### People's Choice Awards
| Год  | Номинированная работа | Категория              | Результат |
| ---- | --------------------- | ---------------------- | --------- |
| 2016 | Themselves            | Favorite Country Group | Номинация |

### Teen Choice Awards
| Год  | Номинированная работа | Категория            | Результат |
| ---- | --------------------- | -------------------- | --------- |
| 2011 | Themselves            | Choice Country Group | Номинация |
| 2013 | Themselves            | Choice Country Group | Номинация |